# Foster the People
Foster the People és una banda indie rock nord-amercicana formada a Los Angeles, Califòrnia 2009. Els seus membres són Mark Foster (veu principal), Mark Pontius (bateria) i Cubbie Fink (baix i cors). La banda és coneguda pel seu hit "Pumped Up Kicks" que va aconseguir el número u al ranking Billboard de Cançons Alternatives, número tres en Cançons de Rock i número tres en el Billboard Hot 100.

## Inicis
La banda va néixer el 2009 amb el nom de Foster and The People (Foster i la gent) fent referència al seu creador i cantant Mark Foster. Durant les primeres presentacions, alguns entenien Foster The People (cuida la gent), segons va explicar Foster. Van decidir quedar-se amb aquest nom perquè les seves primeres aparicions van ser en obres benèfiques i pensaven que concordava més amb el que estaven fent.

## Personatges

### Mark Foster

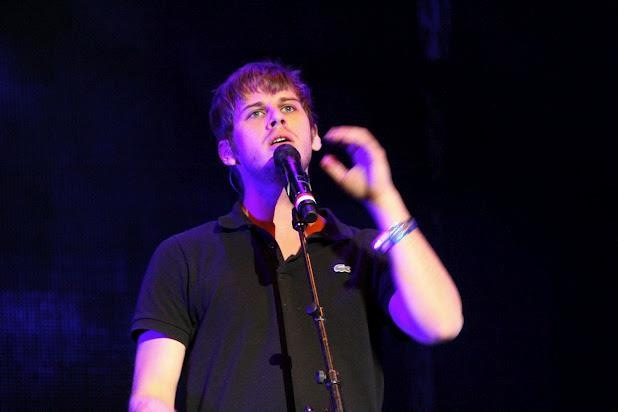
Mark Foster 2012

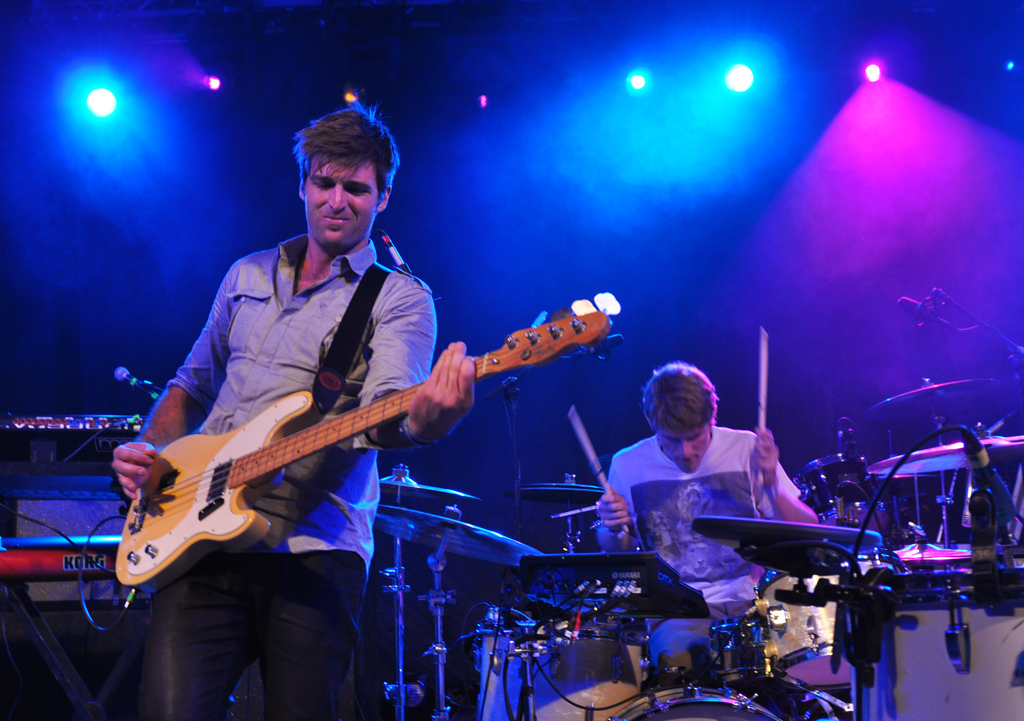
Cubbie Fink

Va néixer el 29 de febrer de 1984 a Cleveland (Ohio). Cantant, compositor, productor musical i membre del grup Foster the People s'especialitza en els gèneres indie pop, rock alternatiu, indietrònica, dance alternatiu i neo-psychedelia. Toca la guitarra, el piano, el teclat i percussió. Va estudiar a Nordonia High School a Cleveland (Ohio). Després de graduar-se va anar a viure amb el seu tiet a Sylmar, Califòrnia per perseguir el seu somni de ser músic. Va estar treballant en llocs estranys i va començar a assistir a festes de Hollywood de nit. No tenia cap problema en treure la seva guitarra i començar a tocar, ja que li agradava ser el centre d'atenció. Amb tot això, Foster va patir problemes d'addicció a les drogues, fins que als 19 anys va decidir que ja n'hi havia prou. Deu anys més tard va crear Foster the People juntament amb Mark Pontius i Cubbie Fink.

### Mark Pontius
Va néixer el 3 de gener de 1985 a Orlando (Florida). Membre de la banda Foster the People s'especialitza en els mateixos gèneres de la banda. S'encarrega de la bateria i d'altres instruments de percussió. Abans d'estar a Foster the People, va formar part del grup Malbec però ho va deixar per l'actual grup quan es va formar. Anava a mudar-se a Austràlia abans d'unir-se a aquest grup, però s'hi va quedar.

### Cubbie Fink
Va néixer el 4 d'octubre de 1983 a Denver, Colorado. El seu nom vertader és Jacob Fink però tothom el coneix com Cubbie Fink. Toca el baix elèctric i també s'encarrega dels cors. Va ser introduït a la banda, ja que eren amics amb Foster després de perdre el seu treball al món de la televisió. Fink i la seva família es van mudar a San Diego quan ell tenia 9 anys. El seu pare tocava la bateria en bandes locals i Fink va començar a tocar la guitarra als 11. Després de graduar-se a La Costa Canyon High School de San Diego, es va passar dos anys fent de missioner a l'Àfrica. El 2007 es va graduar de la Vanguard University amb un grau en comunicació. Es va casar amb Rebecca St. James, artista en música cristiana, i té una filla, Gemma Elena Fink.

## Àlbums
| Àlbum      | Cançó                                     | Duració | Any  |
| ---------- | ----------------------------------------- | ------- | ---- |
| Torches    | Helena Beat                               | 4:30    | 2011 |
| Torches    | Pumped Up Kicks                           | 2:55    | 2011 |
| Torches    | Call It What You Want                     | 3:58    | 2011 |
| Torches    | Don't Stop (Color on the Walls)           | 2:56    | 2011 |
| Torches    | Waste                                     | 3:25    | 2011 |
| Torches    | I Would Do Anything for You               | 3:35    | 2011 |
| Torches    | Houdini                                   | 3:22    | 2011 |
| Torches    | Life on the Nickel                        | 3:36    | 2011 |
| Torches    | Miss You                                  | 3:36    | 2011 |
| Torches    | Warrant                                   | 5:22    | 2011 |
| Torches    | Broken Jaw                                | 5:36    | 2011 |
| Torches    | Love                                      | 3:40    | 2011 |
| Torches    | Chin Music for the Unsuspecting Hero      | 3:24    | 2011 |
| Supermodel | Are You What You Want to Be?              | 4:30    | 2014 |
| Supermodel | Ask Yourself                              | 4:23    | 2014 |
| Supermodel | Coming of Age                             | 4:38    | 2014 |
| Supermodel | Nevermind                                 | 5:18    | 2014 |
| Supermodel | Pseudologia Fantastica                    | 5:31    | 2014 |
| Supermodel | The Angelic Welcome of Mr. Jones          | 0:33    | 2014 |
| Supermodel | Best Friend                               | 4:27    | 2014 |
| Supermodel | A Beginner's Guide to Destroying the Moon | 4:40    | 2014 |
| Supermodel | Goats in Trees                            | 5:10    | 2014 |
| Supermodel | The Truth                                 | 4:30    | 2014 |
| Supermodel | Fire Escape                               | 4:22    | 2014 |
| Supermodel | Tabloid Super Junky                       | 6:01    | 2014 |